# Ludwig Tieck
Johann Ludwig Tieck (31. května 1773 Berlín – 28. dubna 1853 Berlín) byl německý romantický básník, prozaik, dramatik a překladatel, po Novalisově smrti nejvýznamnější představitel staršího proudu německého romantismu (Frühromantik), tzv. jenské skupiny romantiků.

## Život
Narodil se roku 1773 v Berlíně jako nejstarší syn zámožného a vzdělaného provaznického mistra. V letech 1782–1792 navštěvoval berlínské humanistické gymnázium a byl vášnivým čtenářem jak soudobé triviální literatury, tak i děl Goethových a Schillerových. Chtěl se stát hercem, ale na otcovo přání studoval teologii a filozofii na universitě v Halle a později historii a literaturu v Göttingenu a Erlangenu. Se svým přítelem Wilhelmem Heinrichem Wackenroderem podnikl několik studentských cest po Německu. Po ukončení studií zahájil svou existenci jako svobodný spisovatel a překladatel, psal i triviální literaturu. Žil v Berlíně a v Hamburku, kde se roku 1798 oženil, a v letech 1799-1800 pobýval v Jeně, kde se stýkal s kroužkem staršího proudu německé romantiky (bratři Karl Wilhelm Friedrich a August Wilhelm Schlegel a Novalis). Seznámil se zde také s Goethem, Schillerem a Clemensem Brentanem. Později žil na dvorci u Ziebingenu (dnes Cybinka v Polsku), odkud podnikal větší i menší cesty, mezi jinými do Mnichova, Vídně, Prahy (roku 1813), Paříže a Londýna. Roku 1819 se Tieck usadil s rodinou v Drážďanech, kde byl jmenován královským dvorním radou a roku 1825 dramaturgem drážďanského divadla. Roku 1841 pak přesídlil do Berlína, když jej král Fridrich Vilém IV. povolal ke dvoru a jmenoval ho uměleckým poradcem královského divadla. V Berlíně také roku 1853 zemřel.
Jedná se o autora romantických románů, básnických i dramatických parafrází knížek lidových čtení a také zakladatelem německé umělecké pohádky. Ve své tvorbě dával přednost především své fantazii a nezachovával žádná společenská ani dramatická pravidla. Německé čtenáře seznamoval také s díly alžbětinského divadla (zejména s díly Shakespeara), k jehož zásadám se hlásil, ze španělštiny přeložil Cervantesova Dona Quijota a vydal sebrané spisy Novalisovy a Kleistovy.

## Dílo

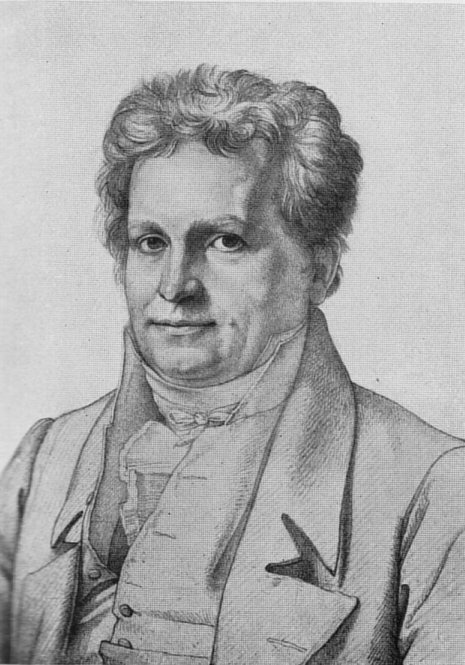
Ludwig Tieck

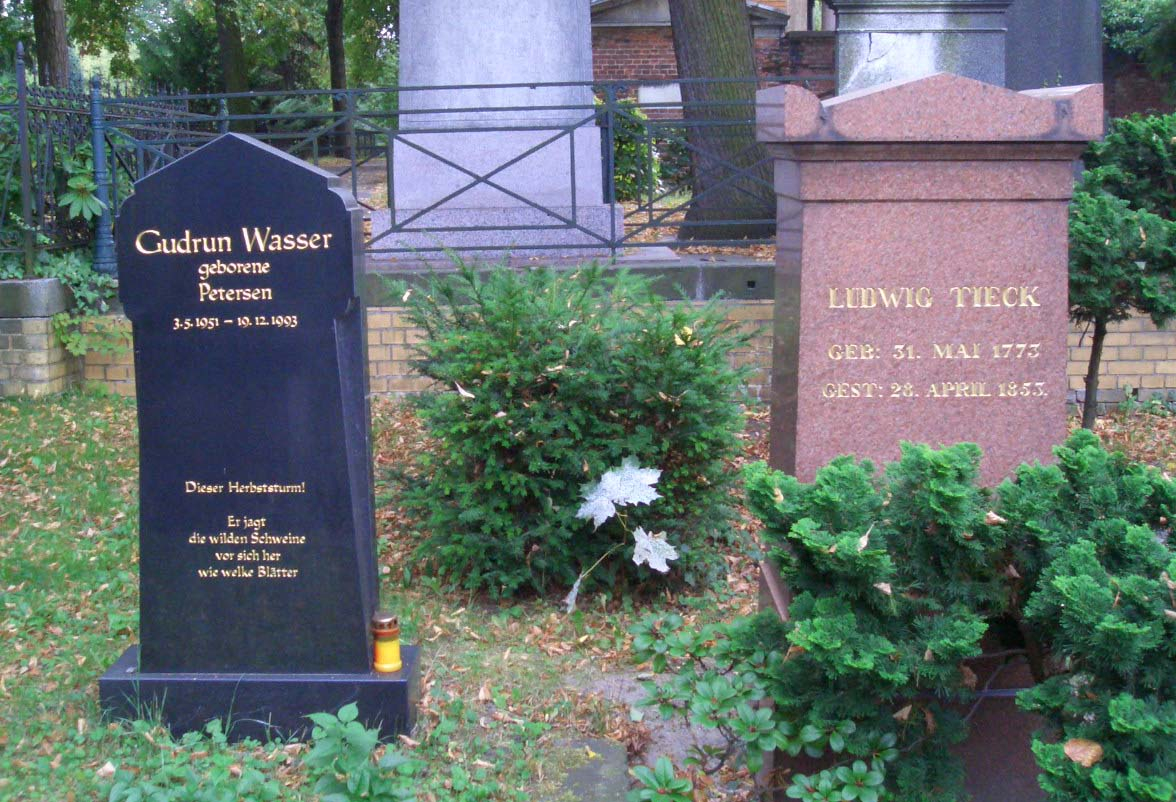
Básníkův hrob

- Abdallah (1795), povídka, faustiáda v orientálním hávu
- Peter Lebrecht. Příběh bez dobrodružství (1795–1796, Peter Lebrecht. Eine Geschichte ohne Abentheuerlichkeiten), dvoudílný román parodující dobrodružnou fantastičnost módních románů
- Příběh pana Williama Lovella (1795–1796, Geschichte des Herrn William Lovell), třídílný román v dopisech, jehož hrdina vyjadřuje životní pocity nihilismu
- Lidové pohádky Petra Lebtrechta (1797, Volksmärchen von Peter Lebrecht), pod pseudonymem vydaná třídílná sbírka autorových prací

1. díl obsahuje pohádkové drama Rytíř Modrovous (Ritter Blaubart),pohádku Plavovlasý Egbert (Der Blonde Eckbert) a parafrázi knížky lidového čtení Příběh o čtyřech synech Ajmónových ve dvaceti starobylých obrazech (Die Geschichte von den Haimonskindern in zwanzig altfränkischen Bildern)
2. díl obsahuje pohádkovou komedii Kocour v botách. Dětská pohádka o třech dějstvích, s mezihrami, s prologem a epilogem (Der gestiefelte Kater. Ein Kindermährchen in drei Akten, mit Zwischenspielen, einem Prologe und Epiloge), která je jednou z nejlepších parodií na německé umělecké kruhy, a další parafrázi knížky lidového čtení Milostný příběh krásná Magelony a hraběte Petra z Provence (Liebesgeschichte der schönen Magelone und des Grafen Peter von Provence), milostný příběh v próze a verších o velké lásce, osudovém rozloučení a šťastném shledání dvou urozených milenců, rytíře Petra, syna hraběte z Provence, a krásné Magelony, dcery neapolského krále
3. díl obsahuje osudovou tragédii Karel z Bernecku (Karl von Berneck) z roku 1793 a další parafrázi knížky lidového čtení Památná kronika Kocourkovských ve dvaceti pozoruhodných kapitolách (Denkwürdige Geschichtschronik der Schildbürger, in zwanzig lesenswürdigen Kapiteln)

- Citové výlevy jednoho uměnímilovného klášterníka (1797, Herzensergießungen eines kunstliebenden Klosterbruders), dílo napsané společně s Wilhelmem Heinrichem Wackenroderem vyjadřující názor, že řeč umění je nejlépe slyšitelná a srozumitelmá v harmonických podmínkách všeobecné zbožnosti
- Putování Franze Sternbalda. Staroněmecký příběh (1798, Franz Sternbald's Wanderungen. Eine altdeutsche Geschichte), nedokončený román, který čerpá z uměleckého života v Norimberku v 16. století za života Albrechta Dürera, napsaný pod vlivem Goetheho Wiléma Meistera. Jde o náladovou historii mladého romantického umělce, která se odehrává ve vysněném světě poezie
- Svět naruby (1798, Die verkehrte Welt), dramatická pohádka
- Romantické spisy (1799–1800), Romantische Dichtungen), dva svazky autorových prací

1. díl obsahuje pohádkové satirické drama Princ Zerbino aneb putování za dobrým vkusem, do jisté míry pokračování Kocoura v botách (1799, Prinz Zerbino oder die Reise nach dem guten Geschmack. Gewissermaßen eine Fortsetzung des gestiefelten Katers) a zpracování staré pověsti o minnesangerovi ze 13. století Věrný Eckart a Tannhäuser (1799, Faithful Eckhart and Tannhäuser).
2. díl obsahuje tragédii Život a smrt svaté Jenovefy (1800, Leben und Tod der heiligen Genoveva), napsanou podle knížky lidového čtení, další parafrázi knížky lidového čtení Prapodivná historie o Meluzíně (1800, Sehr wunderbare Historie von der Melusina) a dramatickou báchorku stylizovanou žertem jako tragédie Život a smrt Červené karkulky, (1800, Leben und Tod des kleinen Rotkäppchens)

- Císař Octavianus (1804, Kaiser Octavianus), dvoudílná komedie
- Phantasus (1812–1816), třídílná sbírka, kde kromě starších autorových prací vyšla například blouznivá přírodní pohádka z roku 1804 Runová hora (Der Runenberg), dále pohádky Kouzlo lásky (Liebeszauber), Skřítkové (Die Elfen) a Pohár (Der Pokal) a dvě dramatické pohádky: Fortunatus (1816, Fortunat), což je dvoudílná parafráze knížky lidového čtení, a Život a činy malého Tomáše zvaného Paleček (Leben und Thaten des kleinen Thomas, genannt Däumchen)
- Básně (1821–1823, Gedichte), tři svazky, nové vydání 1841
- Život básníka (1826, Dichterleben), novela, součást tzv. Shakespearovského triptychu, ve kterém autor zúročil svůj třicetiletý intenzivní zájem o Willama Shakespeara, a kde také vyjádřil své názory o podstatě a funkci umění
- Slavnost v Keneworthu. Prolog básnického života (1828, Das Fest zu Kenelworth. Prolog zum Dichterleben), novela, součást tzv. Shakespearovského triptychu
- Život básníka. Díl Druhý (1826, Dichterleben, Zweiter Teil), novela, závěr tzv. Shakespearovakého triptychu
- Smrt básníka (1834, Der Tod des Dichters), novela o portugalském básníkovi Camõesovi
- Hojnosti života (1839, Des Lebens Überfluss), česky též jako 'Nadbytek života, povídka líčící soužití dvou mladých lidí, chudých a přesto šťastných
- Vittoria Accorombona (1840), dvoudílný román

### Česká vydání
- Nadbytek života, Melichar, Hradec Králové 1910, přeložila Blažena Baušová, znovu 1917

- Plavý Ekbert – úvod František Sekanina, přeložila B. Baušová, in: 1000 nejkrásnějších novel... č. 18. Praha: J. R. Vilímek, 1912

- Krásná Magelona, Pragokoncert, Praha 1967, přeložil Kamil Bednář
- Život básníka, Odeon, Praha 1974, vybrali Hanuš Karlach a Jiří Stromšík, přeložil Hanuš Karlach, výbor obsahuje díla Ekbert s plavými vlasy, Runová hora, Skřítkové, Pohár, Hojnosti života a Život básníka